# サメのかぞく
サメのかぞく、ちびザメ、ベイビー・シャーク（英語: Baby Shark）は、欧米で著名な童謡。伝承童謡（nursery rhyme、わらべうた）。

## 概要
もともとはドイツの童謡といわれる。原曲は作者不詳であり、形を変えて欧米でキャンプソングとして歌い継がれてきた。英語で普及していた歌詞にはサメに襲われて手足をもぎ取られる描写がある。

## ピンクフォン（ピンキッツ）版
2016年に韓国企業スマートスタディー(現ピンクフォンカンパニー)が展開する教育ブランドピンクフォン（日本ではピンキッツ のブランド名で展開）が楽曲のアニメや振り付きの映像を多言語で制作してアプリやYouTubeで公開したところ、英語版が半年で1億回再生されるなど韓国内のみならず世界中で話題となる。YouTubeやTikTokを通して子供や若者の間に広まった。ピンクフォン版は原曲にK-POPの要素を融合させたのが特徴とされる。
なお、ピンクフォンの朝鮮語版の曲名は「상어가족」（意味：サメの家族）、日本語版の曲名は「サメのかぞく」である。
ピンクフォンの朝鮮語版は2016年に韓国内において最も視聴されたYouTube動画となり、2017年大韓民国大統領選挙では替え歌の動画も制作された。さらにチェジュ航空ではピンクフォンと提携した航空機が運行している。
その人気はインドネシアやフィリピン、シンガポールへと広がり、2018年にはアメリカやイギリスにまで広まった。
ピンクフォンの英語版は2018年に全英シングルチャートにランクイン。2019年1月には全英6位、Billboard Hot 100で初登場32位を記録した。2019年のBillboard Hot 100年間チャートでは75位にランクインされている。
ピンクフォン版の流行後には、Red Velvet、TWICE、BLACKPINK、GOT7などのK-POPグループがこの曲を披露したほか、セリーヌ・ディオンもテレビ番組『レイト×2ショー with ジェームズ・コーデン』に出演した際に披露している。『エレンの部屋』や『The X-Factor UK』でも紹介された。
ピンクフォン版のイントロは映画「ジョーズ」のテーマの模倣。
ピンクフォンの英語版のダンス動画のYouTubeでの再生数は、2020年11月2日にてYouTube全体の動画において「Despacito」のミュージック・ビデオを超え1位をとなり、最もYouTubeで再生された動画となった。そして2022年1月14日にはYouTubeで史上初となる再生数100億回を達成した。
日本で発売されたピンクフォンの英語版DVD『ベイビー・シャークと動物童謡 (Pinkfong Baby Shark and Animal Friends)』は楽天市場で「幼児・児童英語教材部門」の週間1位を獲得した。
2019年11月には、ピンクフォン版のアニメに登場するキャラクターが日本でガシャポンの「カプキャラシリーズ」の一つとして商品化された。
また、ワシントン・ナショナルズに所属していたジェラルド・パーラ（2020年は読売ジャイアンツ所属）が登場曲として使用しており、ナショナルズファンは彼の登場時、この曲に合わせて、シャークダンスをした。また、ナショナルズのワールドシリーズ優勝も相まって、アメリカ国内やカリブ海諸島、東アジアなど野球が人気な国において、この曲の知名度が上がった。

### 論争
ピンクフォン版は、2011年に発表されたジョニー・オンリー（米国）のバージョンとの類似が指摘されている。2018年にオンリーはスマートスタディを著作権侵害で訴えた。裁判はソウル中央地裁で行われ、2021年8月11日に原告であるオンリーが敗訴し、控訴した。その一方で、ピンクフォン版やオンリー版よりもさらに古いバージョンである「Kleiner Hai」の作曲者であるアレクサンドラ・ミュラーは、アメリカのメディア「Vulture」に対し、自分で著作権を調べた際、原曲が公法の管轄下にあるため、印税が発生しないことが判明したと話している。
また、この曲自体を毛嫌いする人は大人にも見られるため、これを悪用してモントリオールのショッピングモールなどの階段フロアなどでこの音楽を無限ループで流し続け、ホームレスを在中できなくしたこともある。フロリダ州ウエストパームビーチにおいてもこの曲と「Raining tacos」を無限ループで流してホームレスを追い払おうとしたケースがある。

## 上原りさ版
上原りさが「ベイビーシャーク」の曲名でカバー。2020年1月29日にシングル「はみがきジョーズ／ベイビーシャーク」として発売された。販売元はワーナーミュージック・ジャパン 。
「（2011年にこの曲を発表した）ジョニー・オンリーから正式にカバー許諾を取った、世界初の日本語によるオフィシャルカバー」とされている。歌詞はピンクフォン版の日本語歌詞とは異なる。

## その他のカバー
- 出口たかし - 日本語詞。2020年11月18日発売の配信アルバム『うたってあそんで!たかしのキラキラソング』収録。